# Otmar Venjakob

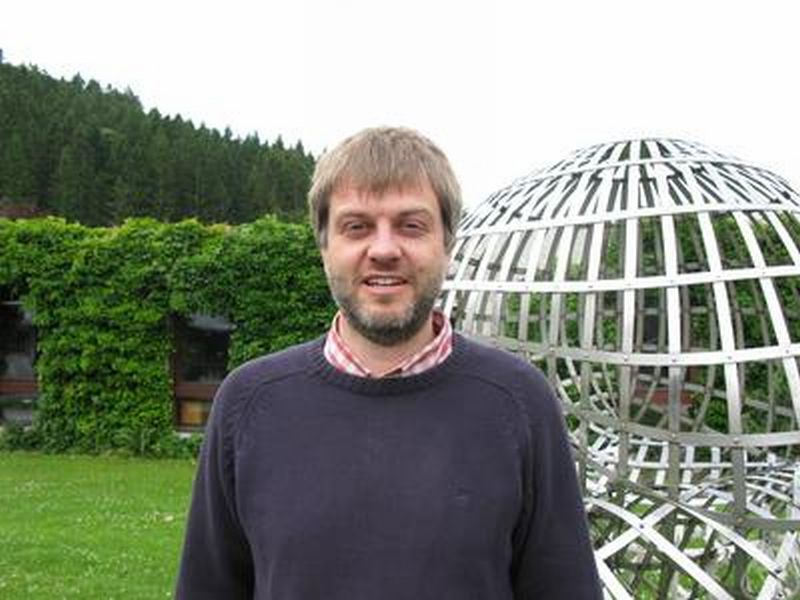
Otmar Venjakob, Oberwolfach 2009

Otmar Venjakob (* 1969) ist ein deutscher Mathematiker, der sich mit arithmetischer algebraischer Geometrie und Zahlentheorie beschäftigt.
Venjakob wurde im Jahr 2000 an der Universität Heidelberg bei Kay Wingberg und John Coates (Iwasawa-Theory of p-adic Lie extensions) promoviert. 2005 wurde er Professor an der Universität Bonn und 2006 Professor in Heidelberg.
Venjakob leistete bedeutende Beiträge zur nicht-kommutativen Iwasawa-Theorie.
2004 erhielt er den EMS-Preis (Preisvortrag: From classical to non-commutative Iwasawa Theory: an introduction to the {\displaystyle GL_{2}} Main Conjecture). 2005 erhielt er den von Kaven-Preis der Deutschen Forschungsgemeinschaft und der Kaven-Stiftung.
2017 bis 2020 ist er neben Stefan Teufel und Henning Krause geschäftsführender Herausgeber von Documenta Mathematica.
Venjakob gehört zu den Unterzeichnern eines offenen Briefes zur Unterstützung von Forderungen der Scientist Rebellion, eines mit Scientists for Future vergleichbaren Ablegers für Wissenschaftler von Extinction Rebellion.

## Schriften
- On the Iwasawa theory of p-adic Lie extensions, Compositio Mathematicae, Band 138, 2003, S. 1–54
- Characteristic Elements in Noncommutative Iwasawa Theory, J. reine angew. Math., Band 583, 2005, S. 193–236 (Habilitation).
- mit John Coates, T. Fukaya, Kazuya Katō, R. Sujatha: The {\displaystyle GL_{2}} main conjecture for elliptic curves without complex multiplication, Publ. Math. IHES, Band 101, 2005, S. 163–208.
- mit David Burns: On descent theory and main conjectures in non-commutative Iwasawa theory, Journal of the Institute of Mathematics of Jussieu, Band 10, 2011, S. 59–118